# Formulaire de physique statistique

## Outils mathématiques

### Intégrales usuelles
{\displaystyle \int _{0}^{\infty }x^{n}\mathrm {e} ^{-x}=n!}
| {\displaystyle I_{0}}                                   | {\displaystyle I_{1}}           | {\displaystyle I_{2}}                                    | {\displaystyle I_{3}}               | {\displaystyle I_{4}}                                        | {\displaystyle I_{5}}              | {\displaystyle I_{n}} |
| ------------------------------------------------------- | ------------------------------- | -------------------------------------------------------- | ----------------------------------- | ------------------------------------------------------------ | ---------------------------------- | --------------------- |
| {\displaystyle {\frac {1}{2}}{\sqrt {\frac {\pi }{a}}}} | {\displaystyle {\frac {1}{2a}}} | {\displaystyle {\frac {1}{4a}}{\sqrt {\frac {\pi }{a}}}} | {\displaystyle {\frac {1}{2a^{2}}}} | {\displaystyle {\frac {3}{8a^{2}}}{\sqrt {\frac {\pi }{a}}}} | {\displaystyle {\frac {1}{a^{3}}}} |                       |

## Description des systèmes
{\displaystyle \beta ={\frac {1}{k_{B}T}}}
| Ensemble et probabilité                          | Ensemble et probabilité                                                                | Ensemble et probabilité                                               | Ensemble et probabilité                                                             |
| ------------------------------------------------ | -------------------------------------------------------------------------------------- | --------------------------------------------------------------------- | ----------------------------------------------------------------------------------- |
| Ensemble considéré                               | Micro-canonique                                                                        | Canonique                                                             | Grand-canonique                                                                     |
| Grandeurs fixées                                 | {\displaystyle (E,V,N)}                                                                | {\displaystyle (T,V,N)}                                               | {\displaystyle (T,V,\mu )}                                                          |
| Probabilité d'un micro-état {\displaystyle X}    | {\displaystyle {\frac {1}{\Omega }}}                                                   | {\displaystyle {\frac {\mathrm {e} ^{-\beta E_{X}}}{Z}}}              | {\displaystyle {\frac {\mathrm {e} ^{-\beta E_{X}+\beta \mu N_{X}}}{\Xi }}}         |
| Condition de normalisation/fonction de partition | {\displaystyle \Omega =\sum _{X}1}                                                     | {\displaystyle Z=\sum _{X}\mathrm {e} ^{-\beta E_{X}}}                | {\displaystyle \Xi =\sum _{X}\mathrm {e} ^{-\beta E_{X}+\beta \mu N_{X}}}           |
| Potentiel thermodynamique pertinent              | {\displaystyle S=k_{B}\ln \Omega }                                                     | {\displaystyle F=-k_{B}T\ln Z}                                        | {\displaystyle G=-k_{B}T\ln \Xi }                                                   |
| Grandeurs intensives                             |                                                                                        |                                                                       |                                                                                     |
| {\displaystyle T}                                | {\displaystyle \left(\left.{\frac {\partial S}{\partial E}}\right\|_{V,N}\right)^{-1}} | Fixé par le thermostat                                                | Fixé par le thermostat                                                              |
| {\displaystyle P}                                | {\displaystyle T\left.{\frac {\partial S}{\partial V}}\right\|_{E,N}}                  | {\displaystyle -\left.{\frac {\partial F}{\partial V}}\right\|_{T,N}} | {\displaystyle -\left.{\frac {\partial G}{\partial V}}\right\|_{T,\mu }}            |
| {\displaystyle \mu }                             | {\displaystyle -T\left.{\frac {\partial S}{\partial N}}\right\|_{V,E}}                 | {\displaystyle \left.{\frac {\partial F}{\partial N}}\right\|_{T,V}}  | Fixé par le réservoir de particules                                                 |
| Grandeurs extensives                             |                                                                                        |                                                                       |                                                                                     |
| {\displaystyle \langle E\rangle }                | Fixé                                                                                   | {\displaystyle -{\frac {\partial \ln Z}{\partial \beta }}}            | {\displaystyle -{\frac {\partial \ln \Xi }{\partial \beta }}+\mu \langle N\rangle } |
| {\displaystyle \langle N\rangle }                | Fixé                                                                                   | Fixé                                                                  | {\displaystyle {\frac {1}{\beta }}{\frac {\partial \ln \Xi }{\partial \mu }}}       |
| Entropie                                         |                                                                                        |                                                                       |                                                                                     |
| {\displaystyle S}                                | {\displaystyle k_{B}\ln \Omega }                                                       | {\displaystyle -\left.{\frac {\partial F}{\partial T}}\right\|_{V,N}} | {\displaystyle -\left.{\frac {\partial G}{\partial T}}\right\|_{V,\mu }}            |

## Approximation classique/continue
Avant toute chose, on remarquera qu'on peut toujours remplacer une somme sur les micro-états accessibles aux systèmes, par une somme sur toutes les énergies pondérée par leurs dégénérescences notée {\displaystyle g(E_{X})}on a alors
{\displaystyle \sum _{X}\dots =\sum _{E_{X}}g(E_{X})}
Pour un système fini les niveaux d’énergies du système sont en général discrets, cependant pour un système de taille macroscopique la différence entre deux niveaux d'énergies successifs est très petite, si bien que l'on peut remplacer la somme précédente par une intégrale
{\displaystyle \sum _{E_{X}}g(E_{X})\approx \int _{E_{0}}^{\infty }\rho (E)\mathrm {d} {E}}
Avec  {\displaystyle \rho (E)} la densité d'état accessibles pour une énergie {\displaystyle E\in [E,E+\delta E]}que l'on peut écrire {\displaystyle \rho (E)={\frac {\mathrm {d} N(E)}{\mathrm {d} E}}}où {\displaystyle N(E)}est le nombre d'état d’énergie inférieur ou égale à {\displaystyle E\in [E,E+\delta E]}
{\displaystyle \rho (E)\mathrm {d} {E}=\left\{{\begin{array}{l}\prod _{i=1}^{i=N}{\frac {\mathrm {d} {\mathbf {r} _{i}}\mathrm {d} {\mathbf {p} _{i}}}{h^{3N}}}&{\text{si les particules sont discernables}}\\{\frac {1}{N!}}\prod _{i=1}^{i=N}{\frac {\mathrm {d} {\mathbf {r} _{i}}\mathrm {d} {\mathbf {p} _{i}}}{h^{3N}}}&{\text{si les particules sont indiscernables}}\\\end{array}}\right.}

## Distributions

### De Bose-Einstein
{\displaystyle f_{BE}(\epsilon ,T)={\frac {1}{\exp {\left({\frac {\epsilon -\mu (T)}{k_{B}T}}\right)}-1}}}

### De Fermi-Dirac
{\displaystyle f_{FD}(\epsilon ,T)={\frac {1}{\exp {\left({\frac {\epsilon -\mu (T)}{k_{B}T}}\right)}+1}}}

### De Maxwell-Boltzmann

#### Formule
{\displaystyle f_{MB}(\epsilon ,T)=\exp {\left(-{\frac {\epsilon -\mu (T)}{k_{B}T}}\right)}}

## Gaz parfait

### Gaz parfait de fermions
- Nombre de particules
- Énergie moyenne
- Grand potentiel
- Entropie
- Pression
- Énergie de Fermi
- Énergie cinétique totale
- Propriétés à basses températures
- Propriétés à hautes températures

### Gaz parfait de bosons
- Nombre de particules
- Energie moyenne
- Grand potentiel
- Entropie
- Pression
- Température de Bose
- Propriétés à T<Tb
- Propriétés à T>Tb